# チャバライカル

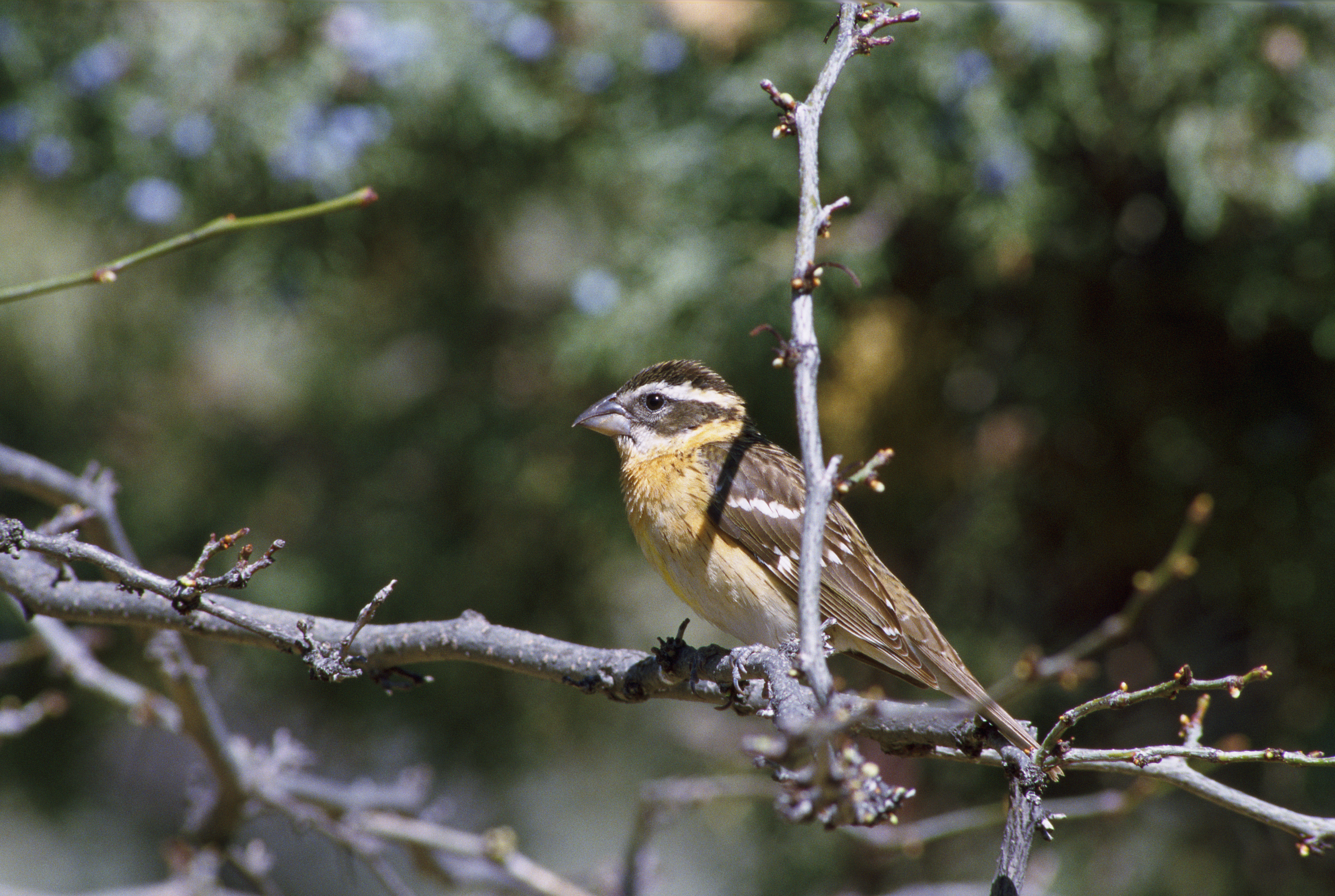
チャバライカル

チャバライカル (学名：Pheucticus melanocephalus）は、スズメ目ショウジョウコウカンチョウ科に分類される鳥類の一種。
英名はBlack-headed Grosbeak。

## 分布
新北区、新熱帯区に生息する。